# Franz Renz (Chemiker)

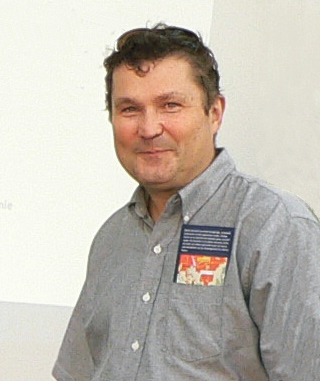
Franz Renz, 2018

Franz Renz (* 1968 in Wilhelmsburg (Niederösterreich)) ist ein Chemiker.

## Leben
Franz Renz studierte von 1982 bis 1994 Maschinenbau und Betriebstechnik an der Höheren Technischen Bundeslehr- und Versuchsanstalt St. Pölten sowie Technische Chemie an der Technischen Universität Wien. Nach seiner Promotion im Jahr 1997 in Wien, war er bis 1998 als Postdoc an der Ochanomizu-Universität in Tokio tätig. Anschließend nahm er bis 2000 eine Tätigkeit als Postdoc an der Johannes Gutenberg-Universität Mainz wahr, wo er 2005 habilitierte. Seit dem Jahr 2000 gehört Renz der Mars Exploration Rover als Raumfahrtmission der NASA an.
Seit 2008 hat Franz Renz eine Professur für Anorganische Chemie an der Leibniz Universität Hannover inne. Seine Forschungsgebiete sind Materialchemie, Komplexchemie sowie molekularer Magnetismus. Außerdem befasst er sich mit der Synthese und physikalischen Untersuchung von nanoskopischen Objekten mit dem Schwerpunkt Mößbauerspektroskopie.
Franz Renz ist verheiratet. Er übt die Kampfkünste Aikidō und Daitō-ryū Aiki-jūjutsu mit dem Grad Schwarzgurt aus.

## Auszeichnungen
- 1986: 3. Platz bei der Europameisterschaft für Computer-Programmierung
- 1995: Förderpreis der Niederösterreichischen Landesregierung für die Diplomarbeit
- 1995: Förderpreis der Gesellschaft Österreichischer Chemiker für die Diplomarbeit
- 1997: Japanese Society for the Promotion of Science (JSPS) fellowship
- 1997: Förderpreis der Gesellschaft Österreichischer Chemiker für die Dissertation
- 2000: CERC3 -Chairmen of the European Research Councils Chemistry Committees fellowship
- 2005: NASA Group Achievement Award Mars Exploration Rover
- 2022: Ehrendoktorwürde der Universität St. Cyril und Methodius in Trnava (Slowakei)[3]

## Veröffentlichungen (Auswahl)
- mit C. Schröder, G. Klingelhöfer, R.V. Morris, B. Bernhardt, D. Rodionov, P.A. de Souza: Mössbauer spectroscopy on Mars and its potential contribution in the search for extraterrestrial life, 2004
- mit G. Klingelhöfer, R.V. Morris, B. Bernhardt, C. Schröder, D. Rodionov, P.A. de Souza Jr., A. Yen, T. Wdowiak, S. Squyres, and the Athena Science Team (2004): Mössbauer spectroscopy of soils and rocks at Gusev crater and Meridiani Planum, 2004
- mit G. Klingelhöfer, D.S. Rodionov, R.V. Morris, C. Schröder, P.A. de Souza, D.W. Ming, A.S. Yen, B. Bernhardt, I. Fleischer, T. Wdowiak, S.W. Squyres: MIMOS II on MER - One Year of Mössbauer Spectroscopy on the Surface of Mars: From Jarosite at Meridiani Planum to Goethite at Gusev Crater, 2005